# 24265 Banthonytwarog
24265 Banthonytwarog este un asteroid din centura principală de asteroizi.

## Descriere
24265 Banthonytwarog este un asteroid din centura principală de asteroizi. A fost descoperit pe 13 decembrie 1999 la Eskridge de Gary Hug și Graham E. Bell. Asteroidul prezintă o orbită caracterizată de o semiaxă mare de 2,17 ua, o excentricitate de 0,18 și o înclinație de 5,5° în raport cu ecliptica.